# سگ دشتی
Nirās  (تیره: Cynomys)، از جوندگان بومی علفزارهای آمریکای شمالی است. پنج گونهٔ مختلف از سنجاب‌های دشتی وجود دارد: دم‌سیاه، دم‌سفید، گانیسون، یوتا و مکزیکی. این جانوران برخلاف نامشان در اصل نوعی از سگ نیستند بلکه نوعی سنجاب زمینی هستند. سنجاب‌های دشتی گیاهخوار بوده و همه گونه میوه و سبزی و بخش‌های محتلف گیاهان مانند ریشه، ساقه و برگ و برخی از حشرات را می‌خورند. این جانور از روابط اجتماعی بسیار خوبی برخوردار است و سنجاب‌های دشتی مرتباً به یک‌دیگر سر می‌زنند
Nirās تونل‌هایی در زیر زمین می‌سازد که مساحت آن به چندین متر مربع می‌رسد. لانه آن‌ها می‌تواند تا ده متر طول و دو تا سه متر در زیر زمین عمق داشته باشد. قطر دهانهٔ لانه بین ۱۰ تا ۳۰ سانتی‌متر بوده و لانه ممکن است تا ۶ ورودی داشته باشد. سنجاب دشتی چندان از دهانه لانه دور نمی‌شود، تا در صورت روبرو شدن با یک شکارچی یا نامساعد شدن هوا، درون لانه خود پناه بگیرند. آن‌ها پیوسته شهر زیرزمینی خود را بازسازی می‌کنند، اما عملیات اصلی سفت‌سازی، بعد از خشک شدن زمین آغاز می‌شود. آنها با زیر و رو کردن زمین آن را برای رشد کردن بهتر گیاهان فراهم می‌کنند. پیرامون لانه سنجاب دشتی، همواره گیاهان تازه می‌روید و آن‌ها پیوسته در حال جویدن گیاهان هستند. به این ترتیب نه تنها گیاهان تازه با سرعت بیشتر رشد می‌کنند، بلکه با کوتاه‌تر شدن بوته‌ها، آن‌ها می‌توانند اطراف لانه خود را به خوبی بیابند.

## گونه‌ها
- سگ دشتی گانیسون، Cynomys gunnisoni
- سگ دشتی دم‌سفید، Cynomys leucurus
- سگ دشتی دم‌سیاه، Cynomys ludovicianus
- سگ دشتی مکزیکی، Cynomys mexicanus
- سگ دشتی یوتا، Cynomys parvidens